# Coniothyrium palmarum
Coniothyrium palmarum är en svampart som beskrevs av Corda 1840. Coniothyrium palmarum ingår i släktet Coniothyrium och familjen Leptosphaeriaceae.   Inga underarter finns listade i Catalogue of Life.